# 노스아메리칸 T-6 텍산

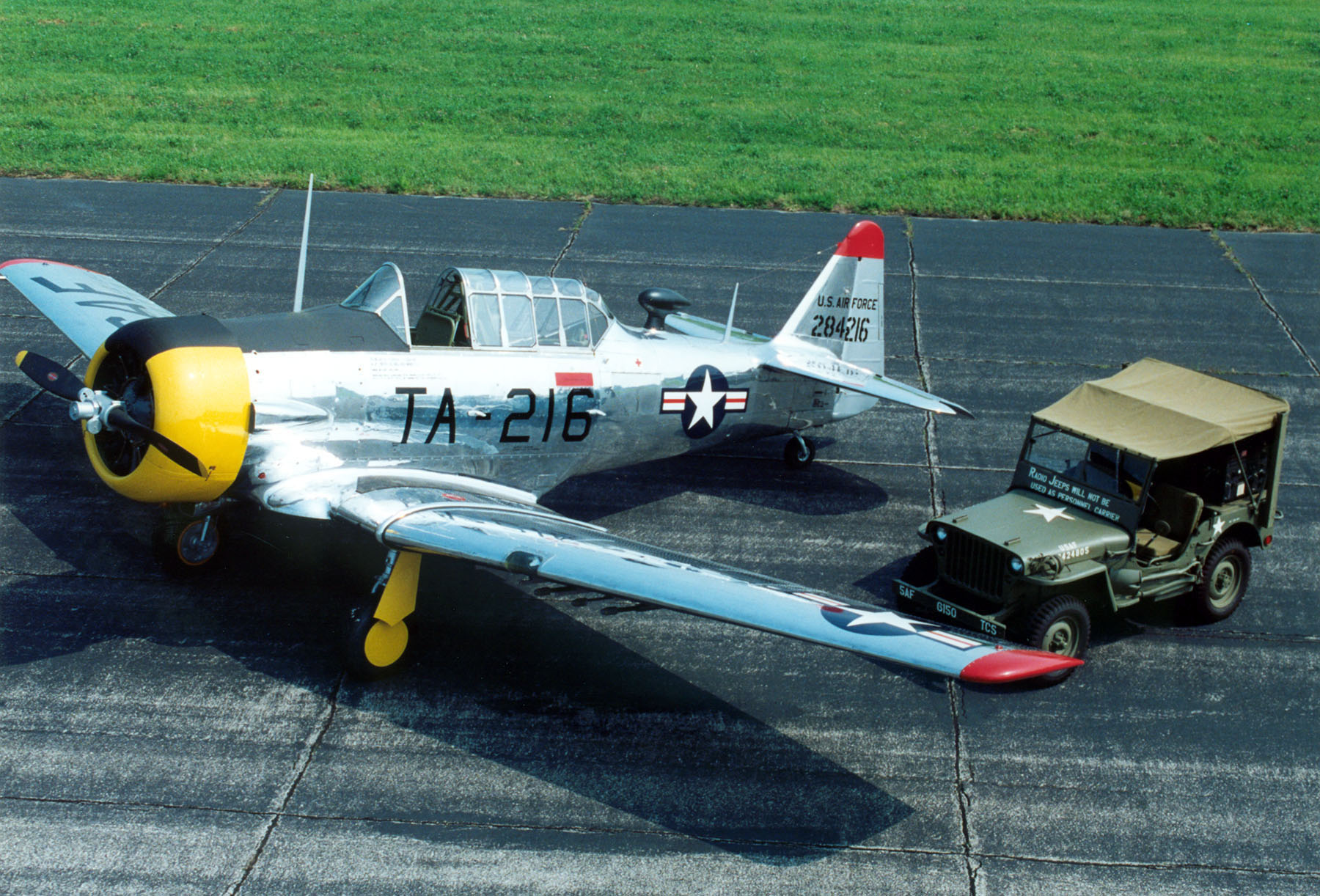
T-6 텍산

노스아메리칸 T-6 텍산(North American T-6 Texan)은 단발 훈련기이다. 주로 2차 세계대전과 그후 기간 동안 활약한 훈련기로 사용되었고, 한국전쟁 때는 정찰기로 사용되기도 했다. 한국전쟁 전부터 조선민주주의인민공화국에서는 소비에트 연방로부터 전투기 여러대를 지원받아서 이미 전투기 여러대가 있던 상황이었으나, 미국측에서는 딘 애치슨 장관의 애치슨선언(애치슨라인) 설정으로 인하여 아시아-태평양(아태)지역의 극동방위선을 일본 열도와 오키니와 섬, 필리핀까지의 구간까지 제한적으로 설정했기 때문에 대한민국에서는 1948년 공식적으로 미군정이 끝나고 그 권한이 대한민국 정부수립으로 인한 대한민국 정부 건국으로 인한 대한민국 정부수립으로 인해서 대한민국 공군 창군과 더불어 공군으로 업무가 이양된다. 공군이 정식으로 창설이 되고 미국과 소비에트인민연방공화국이 동시에 철수하자고 합의해서 남한과 북한에서 각각 소련군과 미국군이 공식적으로 철수하였다. 그리고 한반도의 분단으로 인한 한반도의 긴장 해소와 당시 이승만 대통령의 의견은 미국이 거절하였다. 이에 따라 대한민국 정부는 공군에서 사용할 훈련기를 캐나다에서 국민 성금 30만불을 모아 10대의 T-6G를 들여오고 국민성금 헌납기라 명명하였다.

## 같이 보기
- 국민성금 헌납기